# Franse parlementsverkiezingen 1795
In 1795 werden er Franse parlementsverkiezingen gehouden voor het Wetgevend Lichaam, bestaande uit de Raad van Vijfhonderd en de Raad van Ouden. Het was de eerste wetgevende verkiezing onder het Directoire en de recent aangenomen grondwet. Alleen belastingbetalende burgers mochten hun stem uitbrengen. De verkiezingen vonden getrapt plaats van 12 tot 21 oktober (vendémiaire jaar IV). Twee derde van de zetels (500 op 750) was voorbehouden aan conventionelen.

## Uitslag

Zetelverdeling.

| Partij               | zetels |
| -------------------- | ------ |
| Republikeinen        | 63     |
| Gematigde Royalisten | 54     |
| Royalisten           | 33     |